# 大罗兹瓦吉
大罗兹瓦吉，是匈牙利包尔绍德-奥包乌伊-曾普伦州所辖的一个村。总面积26.82平方公里，总人口633，人口密度23.6人/平方公里（2011年1月1日）。